# Dorinel Munteanu
Dorinel Ionel Munteanu (Grădinari, 25 giugno 1968) è un allenatore di calcio ed ex calciatore rumeno.
Con 134 gare disputate, detiene il record di presenze nella nazionale rumena, di cui ha vestito la maglia dal 1991 al 2007. Ha partecipato a due Mondiali (1994, 1998) e a due Europei (1996, 2000).

## Carriera

### Club

#### Inizi
Nato a Grădinari, Munteanu inizia a giocare a calcio nel Minerul Oraviṭa, prima di passare nelle giovanili del Metalul Bocșa nel 1985. Dopo un anno riesce ad essere inserito in prima squadra, con la quale milita in seconda divisione romena.
Dopo una stagione da comprimario al CSM Reșița, nel 1988 viene acquistato dall'Olt Scornicești, con cui ha modo di giocare in massima serie. Durante il primo anno all'Olt Munteanu si impone come perno del centrocampo della squadra, con 31 presenze in campionato.

#### Inter Sibiu
Nel 1989 diventa un nuovo giocatore dell'Inter Sibiu, continuando a sfornare ottime prestazioni che gli fanno ottenere le prime convocazioni con la nazionale romena.
Nel 1990-1991 disputa la sua annata migliore a Sibiu, coronata dal quarto posto in campionato e dalla vittoria della Coppa dei Balcani 1990-1991 in finale contro il Budućnost.

#### Dinamo Bucarest
Notato dalla Dinamo Bucarest, si trasferisce nella capitale nel 1991. Nel 1992 è protagonista con 12 reti in 33 presenze della vittoria di uno storico campionato, conclusosi senza perdere alcuna partita.
Nel 1992-1993 migliora le sue prestazioni individuali (15 gol in Divizia A) ma la Dinamo si posiziona seconda in campionato alle spalle dei rivali della Steaua.

#### Cercle Bruges
Nell'estate 1993, a 25 anni, arriva per Munteanu la prima esperienza all'estero, venendo ingaggiato dal Cercle Bruges insieme al suo compagno di squadra alla Dinamo Tibor Selymes. In Belgio il centrocampista si fa notare subito come abile assist-man e forma una temibile coppia offensiva col bomber Josip Weber. Al termine della stagione 1993-1994 è nominato miglior giocatore della squadra dai tifosi del Cercle. Rimasto un altro anno, colleziona un totale di 68 presenze e 13 reti col club belga.

#### Colonia

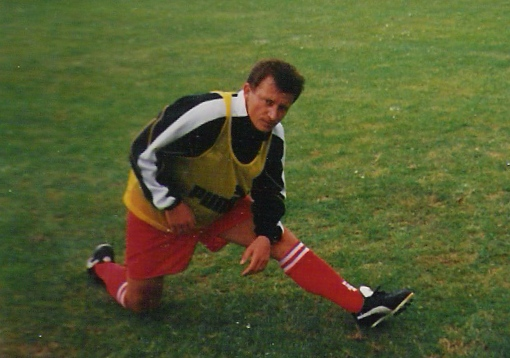
Munteanu in allenamento col Colonia nel 1996.

Nel 1995 firma un contratto quadriennale col Colonia, club di Bundesliga. Al termine della stagione 1997-1998 retrocede in seconda divisione, rimanendo comunque coi Caproni un altro anno per contratto, nonostante la sua volontà di lasciare il club. Nel 1999 lascia la squadra renana dopo aver totalizzato 133 gettoni in campionato e 18 marcature.

#### Wolfsburg
Nel luglio 1999 rimane in Germania, questa volta al Wolfsburg, con cui ritorna a giocare in Bundesliga e pure in Coppa UEFA. Titolare fisso come centrocampista offensivo per tre stagioni, perde il posto durante la stagione 2002-2003, per poi non rientrare più nei piani del tecnico Jürgen Röber all'inizio del 2003-2004.

#### Steaua Bucarest
Nell'inverno 2003 ritorna in patria dopo dieci anni, accasandosi alla Steaua Bucarest. Nel 2004-2005 conquista il suo secondo titolo di Romania, a 13 anni dal primo vinto con la Dinamo, mentre in Coppa UEFA non arriva oltre gli ottavi di finale.

#### CFR Cluj
Nel 2005 si trasferisce al Cluj, di cui diventa allenatore-giocatore. Alla prima stagione giunge fino alla finale della Coppa Intertoto 2005, perdendo però contro i francesi del Lens.
Nel 2006-2007, dopo un buon avvio in campionato (20 punti in dieci partite), lascia l'incarico a causa di alcune divergenze con la società.

#### Ultime esperienze da giocatore
Nel 2006 è chiamato a risollevare le sorti dell'Argeș Pitești, ultimo in Liga I dopo dieci giornate, con cui però retrocede a fine torneo.
Nella stagione 2007-2008 è allenatore-giocatore del Vaslui. Alla fine del campionato decide di terminare la carriera da calciatore, per continuare quella da allenatore.

### Nazionale
Il 23 maggio 1991 scende in campo per la prima volta con la maglia della nazionale romena nel corso di un'amichevole contro la Norvegia. Entrato in breve tempo nel giro della nazionale, Munteanu ha fatto parte della cosiddetta Generazione d'oro della Romania, insieme a talenti come Gheorghe Hagi, Ilie Dumitrescu, Ioan Lupescu e Bogdan Stelea. Viene convocato per i Mondiali di USA 1994, conclusi ai quarti di finale, e per i deludenti Europei 1996, dove i romeni escono alla fase a gironi dopo tre sconfitte in altrettante partite. Ha fatto parte poi delle spedizioni del Mondiale 1998 e dell'Europeo 2000.
Nel 2005 gioca la sua partita numero 126 con la Romania, superando così il record di presenze in nazionale stabilito da Hagi nel 2001. Con la maglia dei tricolorii fa altre otto apparizioni fino al 2007.

## Statistiche

### Cronologia presenze e reti in nazionale
| Cronologia completa delle presenze e delle reti in nazionale ― Romania | Cronologia completa delle presenze e delle reti in nazionale ― Romania | Cronologia completa delle presenze e delle reti in nazionale ― Romania | Cronologia completa delle presenze e delle reti in nazionale ― Romania | Cronologia completa delle presenze e delle reti in nazionale ― Romania | Cronologia completa delle presenze e delle reti in nazionale ― Romania | Cronologia completa delle presenze e delle reti in nazionale ― Romania | Cronologia completa delle presenze e delle reti in nazionale ― Romania |
| Data                                                                   | Città                                                                  | In casa                                                                | Risultato                                                              | Ospiti                                                                 | Competizione                                                           | Reti                                                                   | Note                                                                   |
| ---------------------------------------------------------------------- | ---------------------------------------------------------------------- | ---------------------------------------------------------------------- | ---------------------------------------------------------------------- | ---------------------------------------------------------------------- | ---------------------------------------------------------------------- | ---------------------------------------------------------------------- | ---------------------------------------------------------------------- |
| 23-5-1991                                                              | Oslo                                                                   | Norvegia                                                               | 1 – 0                                                                  | Romania                                                                | Amichevole                                                             | -                                                                      |                                                                        |
| 28-8-1991                                                              | Brașov                                                                 | Romania                                                                | 0 – 2                                                                  | Stati Uniti                                                            | Amichevole                                                             | -                                                                      |                                                                        |
| 16-10-1991                                                             | Bucarest                                                               | Romania                                                                | 1 – 0                                                                  | Scozia                                                                 | Qual. Euro 1992                                                        | -                                                                      |                                                                        |
| 13-11-1991                                                             | Bucarest                                                               | Romania                                                                | 1 – 0                                                                  | Svizzera                                                               | Qual. Euro 1992                                                        | -                                                                      | 3’                                                                     |
| 20-11-1991                                                             | Sofia                                                                  | Bulgaria                                                               | 1 – 1                                                                  | Romania                                                                | Qual. Euro 1992                                                        | -                                                                      |                                                                        |
| 21-12-1991                                                             | Il Cairo                                                               | Egitto                                                                 | 3 – 1                                                                  | Romania                                                                | Amichevole                                                             | 1                                                                      |                                                                        |
| 24-12-1991                                                             | Port Said                                                              | Egitto                                                                 | 1 – 1                                                                  | Romania                                                                | Amichevole                                                             | 1                                                                      |                                                                        |
| 12-2-1992                                                              | Ioannina                                                               | Grecia                                                                 | 1 – 1                                                                  | Romania                                                                | Amichevole                                                             | -                                                                      |                                                                        |
| 8-4-1992                                                               | Bucarest                                                               | Romania                                                                | 2 – 0                                                                  | Lettonia                                                               | Amichevole                                                             | -                                                                      |                                                                        |
| 6-5-1992                                                               | Bucarest                                                               | Romania                                                                | 7 – 0                                                                  | Fær Øer                                                                | Qual. Mondiali 1994                                                    | -                                                                      |                                                                        |
| 20-5-1992                                                              | Bucarest                                                               | Romania                                                                | 5 – 1                                                                  | Galles                                                                 | Qual. Mondiali 1994                                                    | -                                                                      |                                                                        |
| 26-8-1992                                                              | Bucarest                                                               | Romania                                                                | 2 – 0                                                                  | Messico                                                                | Amichevole                                                             | -                                                                      |                                                                        |
| 14-10-1992                                                             | Bruxelles                                                              | Belgio                                                                 | 1 – 0                                                                  | Romania                                                                | Qual. Mondiali 1994                                                    | -                                                                      |                                                                        |
| 14-11-1992                                                             | Bucarest                                                               | Romania                                                                | 1 – 1                                                                  | Cecoslovacchia                                                         | Qual. Mondiali 1994                                                    | -                                                                      |                                                                        |
| 29-11-1992                                                             | Larnaca                                                                | Cipro                                                                  | 1 – 4                                                                  | Romania                                                                | Qual. Mondiali 1994                                                    | -                                                                      |                                                                        |
| 31-1-1993                                                              | Guayaquil                                                              | Ecuador                                                                | 3 – 0                                                                  | Romania                                                                | Amichevole                                                             | -                                                                      |                                                                        |
| 3-2-1993                                                               | Lima                                                                   | Perù                                                                   | 0 – 2                                                                  | Romania                                                                | Amichevole                                                             | -                                                                      |                                                                        |
| 6-2-1993                                                               | Santa Barbara                                                          | Stati Uniti                                                            | 1 – 1                                                                  | Romania                                                                | Amichevole                                                             | -                                                                      |                                                                        |
| 10-2-1993                                                              | Monterrey                                                              | Messico                                                                | 2 – 0                                                                  | Romania                                                                | Amichevole                                                             | -                                                                      |                                                                        |
| 14-4-1993                                                              | Bucarest                                                               | Romania                                                                | 2 – 1                                                                  | Cipro                                                                  | Qual. Mondiali 1994                                                    | -                                                                      |                                                                        |
| 2-6-1993                                                               | Košice                                                                 | Cecoslovacchia                                                         | 5 – 2                                                                  | Romania                                                                | Qual. Mondiali 1994                                                    | -                                                                      | 28’                                                                    |
| 8-9-1993                                                               | Toftir                                                                 | Fær Øer                                                                | 0 – 4                                                                  | Romania                                                                | Qual. Mondiali 1994                                                    | -                                                                      |                                                                        |
| 13-10-1993                                                             | Bucarest                                                               | Romania                                                                | 2 – 1                                                                  | Belgio                                                                 | Qual. Mondiali 1994                                                    | -                                                                      |                                                                        |
| 17-11-1993                                                             | Cardiff                                                                | Galles                                                                 | 1 – 2                                                                  | Romania                                                                | Qual. Mondiali 1994                                                    | -                                                                      | 74’                                                                    |
| 23-3-1994                                                              | Belfast                                                                | Irlanda del Nord                                                       | 2 – 0                                                                  | Romania                                                                | Amichevole                                                             | -                                                                      |                                                                        |
| 20-4-1994                                                              | Bucarest                                                               | Romania                                                                | 3 – 0                                                                  | Bolivia                                                                | Amichevole                                                             | -                                                                      | 72’                                                                    |
| 1-6-1994                                                               | Bucarest                                                               | Romania                                                                | 0 – 0                                                                  | Slovenia                                                               | Amichevole                                                             | -                                                                      | 63’                                                                    |
| 12-6-1994                                                              | Mission Viejo                                                          | Romania                                                                | 1 – 1                                                                  | Svezia                                                                 | Amichevole                                                             | -                                                                      | 87’                                                                    |
| 18-6-1994                                                              | Pasadena                                                               | Colombia                                                               | 1 – 3                                                                  | Romania                                                                | Mondiali 1994 - 1º turno                                               | -                                                                      |                                                                        |
| 22-6-1994                                                              | Detroit                                                                | Romania                                                                | 1 – 4                                                                  | Svizzera                                                               | Mondiali 1994 - 1º turno                                               | -                                                                      |                                                                        |
| 26-6-1994                                                              | Pasadena                                                               | Stati Uniti                                                            | 0 – 1                                                                  | Romania                                                                | Mondiali 1994 - 1º turno                                               | -                                                                      |                                                                        |
| 3-7-1994                                                               | Pasadena                                                               | Romania                                                                | 3 – 2                                                                  | Argentina                                                              | Mondiali 1994 - Ottavi di finale                                       | -                                                                      |                                                                        |
| 10-7-1994                                                              | Stanford                                                               | Romania                                                                | 2 – 2 dts (4 – 5 dtr)                                                  | Svezia                                                                 | Mondiali 1994 - Quarti di finale                                       | -                                                                      | 84’                                                                    |
| 7-9-1994                                                               | Bucarest                                                               | Romania                                                                | 3 – 0                                                                  | Azerbaigian                                                            | Qual. Euro 1996                                                        | -                                                                      |                                                                        |
| 12-10-1994                                                             | Londra                                                                 | Inghilterra                                                            | 1 – 1                                                                  | Romania                                                                | Amichevole                                                             | -                                                                      |                                                                        |
| 12-11-1994                                                             | Bucarest                                                               | Romania                                                                | 3 – 2                                                                  | Slovacchia                                                             | Qual. Euro 1996                                                        | -                                                                      |                                                                        |
| 14-12-1994                                                             | Tel Aviv                                                               | Israele                                                                | 1 – 1                                                                  | Romania                                                                | Qual. Euro 1996                                                        | -                                                                      | 52’                                                                    |
| 29-3-1995                                                              | Bucarest                                                               | Romania                                                                | 2 – 1                                                                  | Polonia                                                                | Qual. Euro 1996                                                        | -                                                                      | Ammonizione                                                            |
| 26-4-1995                                                              | Trebisonda                                                             | Azerbaigian                                                            | 1 – 4                                                                  | Romania                                                                | Qual. Euro 1996                                                        | -                                                                      |                                                                        |
| 7-6-1995                                                               | Bucarest                                                               | Romania                                                                | 2 – 1                                                                  | Israele                                                                | Qual. Euro 1996                                                        | 1                                                                      |                                                                        |
| 6-9-1995                                                               | Zabrze                                                                 | Polonia                                                                | 0 – 0                                                                  | Romania                                                                | Qual. Euro 1996                                                        | -                                                                      | 75’                                                                    |
| 11-10-1995                                                             | Bucarest                                                               | Romania                                                                | 1 – 3                                                                  | Francia                                                                | Qual. Euro 1996                                                        | -                                                                      |                                                                        |
| 15-11-1995                                                             | Košice                                                                 | Slovacchia                                                             | 0 – 2                                                                  | Romania                                                                | Qual. Euro 1996                                                        | 1                                                                      |                                                                        |
| 27-3-1996                                                              | Belgrado                                                               | Jugoslavia                                                             | 1 – 0                                                                  | Romania                                                                | Amichevole                                                             | -                                                                      | 81’                                                                    |
| 24-4-1996                                                              | Bucarest                                                               | Romania                                                                | 5 – 0                                                                  | Georgia                                                                | Amichevole                                                             | -                                                                      |                                                                        |
| 1-6-1996                                                               | Bucarest                                                               | Romania                                                                | 3 – 1                                                                  | Moldavia                                                               | Amichevole                                                             | -                                                                      | 54’                                                                    |
| 10-6-1996                                                              | Newcastle-upon-Tyne                                                    | Romania                                                                | 0 – 1                                                                  | Francia                                                                | Euro 1996 - 1º turno                                                   | -                                                                      |                                                                        |
| 13-6-1996                                                              | Newcastle-upon-Tyne                                                    | Bulgaria                                                               | 1 – 0                                                                  | Romania                                                                | Euro 1996 - 1º turno                                                   | -                                                                      |                                                                        |
| 18-6-1996                                                              | Leeds                                                                  | Romania                                                                | 1 – 2                                                                  | Spagna                                                                 | Euro 1996 - 1º turno                                                   | -                                                                      |                                                                        |
| 14-8-1996                                                              | Bucarest                                                               | Romania                                                                | 2 – 0                                                                  | Israele                                                                | Amichevole                                                             | -                                                                      | 66’                                                                    |
| 31-8-1996                                                              | Bucarest                                                               | Romania                                                                | 3 – 0                                                                  | Lituania                                                               | Qual. Mondiali 1998                                                    | -                                                                      | cap. 87’                                                               |
| 9-10-1996                                                              | Reykjavík                                                              | Islanda                                                                | 0 – 4                                                                  | Romania                                                                | Qual. Mondiali 1998                                                    | -                                                                      | 57’                                                                    |
| 14-12-1996                                                             | Skopje                                                                 | Macedonia                                                              | 0 – 3                                                                  | Romania                                                                | Qual. Mondiali 1998                                                    | -                                                                      | 83’                                                                    |
| 2-4-1997                                                               | Vilnius                                                                | Lituania                                                               | 0 – 1                                                                  | Romania                                                                | Qual. Mondiali 1998                                                    | -                                                                      |                                                                        |
| 30-4-1997                                                              | Bucarest                                                               | Romania                                                                | 1 – 0                                                                  | Irlanda                                                                | Qual. Mondiali 1998                                                    | -                                                                      | 61’                                                                    |
| 6-9-1997                                                               | Eschen                                                                 | Liechtenstein                                                          | 1 – 8                                                                  | Romania                                                                | Qual. Mondiali 1998                                                    | 3                                                                      |                                                                        |
| 10-9-1997                                                              | Bucarest                                                               | Romania                                                                | 4 – 0                                                                  | Islanda                                                                | Qual. Mondiali 1998                                                    | -                                                                      | 73’                                                                    |
| 11-10-1997                                                             | Dublino                                                                | Irlanda                                                                | 1 – 1                                                                  | Romania                                                                | Qual. Mondiali 1998                                                    | -                                                                      |                                                                        |
| 18-3-1998                                                              | Bucarest                                                               | Romania                                                                | 0 – 1                                                                  | Israele                                                                | Amichevole                                                             | -                                                                      | 46’                                                                    |
| 8-4-1998                                                               | Bucarest                                                               | Romania                                                                | 2 – 1                                                                  | Grecia                                                                 | Amichevole                                                             | -                                                                      |                                                                        |
| 22-4-1998                                                              | Bruxelles                                                              | Belgio                                                                 | 1 – 1                                                                  | Romania                                                                | Amichevole                                                             | -                                                                      |                                                                        |
| 3-6-1998                                                               | Bucarest                                                               | Romania                                                                | 3 – 2                                                                  | Paraguay                                                               | Amichevole                                                             | -                                                                      |                                                                        |
| 6-6-1998                                                               | Ploiești                                                               | Romania                                                                | 5 – 1                                                                  | Moldavia                                                               | Amichevole                                                             | -                                                                      | 46’                                                                    |
| 15-6-1998                                                              | Lione                                                                  | Romania                                                                | 1 – 0                                                                  | Colombia                                                               | Mondiali 1998 - 1º turno                                               | -                                                                      | 69’                                                                    |
| 22-6-1998                                                              | Tolosa                                                                 | Romania                                                                | 2 – 1                                                                  | Inghilterra                                                            | Mondiali 1998 - 1º turno                                               | -                                                                      |                                                                        |
| 26-6-1998                                                              | Saint-Denis                                                            | Tunisia                                                                | 1 – 1                                                                  | Romania                                                                | Mondiali 1998 - 1º turno                                               | -                                                                      |                                                                        |
| 30-6-1998                                                              | Bordeaux                                                               | Romania                                                                | 0 – 1                                                                  | Croazia                                                                | Mondiali 1998 - Ottavi di finale                                       | -                                                                      |                                                                        |
| 19-8-1998                                                              | Oslo                                                                   | Norvegia                                                               | 0 – 0                                                                  | Romania                                                                | Amichevole                                                             | -                                                                      |                                                                        |
| 2-9-1998                                                               | Bucarest                                                               | Romania                                                                | 7 – 0                                                                  | Liechtenstein                                                          | Qual. Euro 2000                                                        | -                                                                      |                                                                        |
| 5-9-1998                                                               | Ta' Qali                                                               | Germania                                                               | 1 – 1                                                                  | Germania                                                               | Amichevole                                                             | -                                                                      |                                                                        |
| 10-10-1998                                                             | Porto                                                                  | Portogallo                                                             | 0 – 1                                                                  | Romania                                                                | Qual. Euro 2000                                                        | 1                                                                      | 60’                                                                    |
| 14-10-1998                                                             | Bucarest                                                               | Ungheria                                                               | 1 – 1                                                                  | Romania                                                                | Qual. Euro 2000                                                        | -                                                                      |                                                                        |
| 3-3-1999                                                               | Bucarest                                                               | Romania                                                                | 2 – 0                                                                  | Estonia                                                                | Amichevole                                                             | -                                                                      |                                                                        |
| 10-3-1999                                                              | Bucarest                                                               | Romania                                                                | 0 – 2                                                                  | Israele                                                                | Amichevole                                                             | -                                                                      |                                                                        |
| 27-3-1999                                                              | Bucarest                                                               | Romania                                                                | 0 – 0                                                                  | Slovacchia                                                             | Qual. Euro 2000                                                        | -                                                                      |                                                                        |
| 31-3-1999                                                              | Baku                                                                   | Azerbaigian                                                            | 0 – 1                                                                  | Romania                                                                | Qual. Euro 2000                                                        | -                                                                      |                                                                        |
| 28-4-1999                                                              | Bucarest                                                               | Romania                                                                | 1 – 0                                                                  | Belgio                                                                 | Amichevole                                                             | -                                                                      | cap. 87’                                                               |
| 5-6-1999                                                               | Bucarest                                                               | Romania                                                                | 2 – 0                                                                  | Ungheria                                                               | Qual. Euro 2000                                                        | 1                                                                      |                                                                        |
| 9-6-1999                                                               | Bucarest                                                               | Romania                                                                | 4 – 0                                                                  | Azerbaigian                                                            | Qual. Euro 2000                                                        | 1                                                                      |                                                                        |
| 18-8-1999                                                              | Limassol                                                               | Cipro                                                                  | 2 – 2                                                                  | Romania                                                                | Amichevole                                                             | -                                                                      |                                                                        |
| 4-9-1999                                                               | Bratislava                                                             | Slovacchia                                                             | 1 – 5                                                                  | Romania                                                                | Qual. Euro 2000                                                        | -                                                                      |                                                                        |
| 8-9-1999                                                               | Bucarest                                                               | Romania                                                                | 1 – 1                                                                  | Portogallo                                                             | Qual. Euro 2000                                                        | -                                                                      | 21’                                                                    |
| 29-3-2000                                                              | Atene                                                                  | Grecia                                                                 | 2 – 0                                                                  | Romania                                                                | Amichevole                                                             | -                                                                      | 65’                                                                    |
| 26-4-2000                                                              | Costanza                                                               | Romania                                                                | 2 – 0                                                                  | Cipro                                                                  | Amichevole                                                             | -                                                                      | 46’                                                                    |
| 27-5-2000                                                              | Amsterdam                                                              | Paesi Bassi                                                            | 2 – 1                                                                  | Romania                                                                | Amichevole                                                             | -                                                                      | 46’                                                                    |
| 3-6-2000                                                               | Bucarest                                                               | Romania                                                                | 2 – 1                                                                  | Grecia                                                                 | Amichevole                                                             | -                                                                      | 74’                                                                    |
| 12-6-2000                                                              | Liegi                                                                  | Germania                                                               | 1 – 1                                                                  | Romania                                                                | Euro 2000 - 1º turno                                                   | -                                                                      |                                                                        |
| 17-6-2000                                                              | Arnhem                                                                 | Romania                                                                | 0 – 1                                                                  | Portogallo                                                             | Euro 2000 - 1º turno                                                   | -                                                                      |                                                                        |
| 20-6-2000                                                              | Charleroi                                                              | Inghilterra                                                            | 2 – 3                                                                  | Romania                                                                | Euro 2000 - 1º turno                                                   | 1                                                                      |                                                                        |
| 24-6-2000                                                              | Bruxelles                                                              | Italia                                                                 | 2 – 0                                                                  | Romania                                                                | Euro 2000 - Quarti di finale                                           | -                                                                      |                                                                        |
| 16-8-2000                                                              | Bucarest                                                               | Romania                                                                | 1 – 1                                                                  | Polonia                                                                | Amichevole                                                             | -                                                                      | cap. 22’                                                               |
| 3-9-2000                                                               | Bucarest                                                               | Romania                                                                | 1 – 0                                                                  | Lituania                                                               | Qual. Mondiali 2002                                                    | -                                                                      |                                                                        |
| 7-10-2000                                                              | Milano                                                                 | Italia                                                                 | 3 – 0                                                                  | Romania                                                                | Qual. Mondiali 2002                                                    | -                                                                      | cap. 58’                                                               |
| 28-2-2001                                                              | Strovolos                                                              | Romania                                                                | 3 – 0                                                                  | Lituania                                                               | Amichevole                                                             | -                                                                      | 46’                                                                    |
| 24-3-2001                                                              | Bucarest                                                               | Romania                                                                | 0 – 2                                                                  | Italia                                                                 | Qual. Mondiali 2002                                                    | -                                                                      |                                                                        |
| 28-3-2001                                                              | Tbilisi                                                                | Georgia                                                                | 0 – 2                                                                  | Romania                                                                | Qual. Mondiali 2002                                                    | 1                                                                      | 56’                                                                    |
| 25-4-2001                                                              | Ploiești                                                               | Romania                                                                | 0 – 0                                                                  | Slovacchia                                                             | Amichevole                                                             | -                                                                      | 46’                                                                    |
| 2-6-2001                                                               | Bucarest                                                               | Romania                                                                | 2 – 0                                                                  | Ungheria                                                               | Qual. Mondiali 2002                                                    | -                                                                      |                                                                        |
| 6-6-2001                                                               | Kaunas                                                                 | Lituania                                                               | 1 – 2                                                                  | Romania                                                                | Qual. Mondiali 2002                                                    | -                                                                      |                                                                        |
| 15-8-2001                                                              | Lubiana                                                                | Slovenia                                                               | 2 – 2                                                                  | Romania                                                                | Amichevole                                                             | -                                                                      | 57’                                                                    |
| 5-9-2001                                                               | Budapest                                                               | Ungheria                                                               | 0 – 2                                                                  | Romania                                                                | Qual. Mondiali 2002                                                    | -                                                                      |                                                                        |
| 6-10-2001                                                              | Bucarest                                                               | Romania                                                                | 1 – 1                                                                  | Georgia                                                                | Qual. Mondiali 2002                                                    | -                                                                      |                                                                        |
| 10-11-2001                                                             | Lubiana                                                                | Slovenia                                                               | 2 – 1                                                                  | Romania                                                                | Qual. Mondiali 2002                                                    | -                                                                      |                                                                        |
| 14-11-2001                                                             | Bucarest                                                               | Romania                                                                | 1 – 1                                                                  | Slovenia                                                               | Qual. Mondiali 2002                                                    | -                                                                      |                                                                        |
| 13-2-2002                                                              | Saint-Denis                                                            | Francia                                                                | 2 – 1                                                                  | Romania                                                                | Amichevole                                                             | -                                                                      |                                                                        |
| 27-3-2002                                                              | Costanza                                                               | Romania                                                                | 4 – 1                                                                  | Ucraina                                                                | Amichevole                                                             | 1                                                                      |                                                                        |
| 17-4-2002                                                              | Bydgoszcz                                                              | Polonia                                                                | 1 – 2                                                                  | Romania                                                                | Amichevole                                                             | -                                                                      | 75’                                                                    |
| 7-9-2002                                                               | Sarajevo                                                               | Bosnia ed Erzegovina                                                   | 0 – 3                                                                  | Romania                                                                | Qual. Euro 2004                                                        | 1                                                                      |                                                                        |
| 12-10-2002                                                             | Bucarest                                                               | Romania                                                                | 0 – 1                                                                  | Norvegia                                                               | Qual. Euro 2004                                                        | -                                                                      | 86’                                                                    |
| 16-10-2002                                                             | Lussemburgo                                                            | Lussemburgo                                                            | 0 – 7                                                                  | Romania                                                                | Qual. Euro 2004                                                        | -                                                                      |                                                                        |
| 20-11-2002                                                             | Timișoara                                                              | Romania                                                                | 0 – 1                                                                  | Croazia                                                                | Amichevole                                                             | -                                                                      | 86’                                                                    |
| 12-2-2003                                                              | Larnaca                                                                | Romania                                                                | 2 – 1                                                                  | Slovacchia                                                             | Amichevole                                                             | 1                                                                      |                                                                        |
| 29-3-2003                                                              | Bucarest                                                               | Romania                                                                | 2 – 5                                                                  | Danimarca                                                              | Qual. Euro 2004                                                        | 1                                                                      |                                                                        |
| 30-4-2003                                                              | Kaunas                                                                 | Lituania                                                               | 0 – 1                                                                  | Romania                                                                | Amichevole                                                             | -                                                                      |                                                                        |
| 20-8-2003                                                              | Donec'k                                                                | Ucraina                                                                | 0 – 2                                                                  | Romania                                                                | Amichevole                                                             | -                                                                      | 60’ 74’                                                                |
| 6-9-2003                                                               | Ploiești                                                               | Romania                                                                | 4 – 0                                                                  | Lussemburgo                                                            | Qual. Euro 2004                                                        | -                                                                      |                                                                        |
| 10-9-2003                                                              | Copenaghen                                                             | Danimarca                                                              | 2 – 2                                                                  | Romania                                                                | Qual. Euro 2004                                                        | -                                                                      | 49’                                                                    |
| 11-10-2003                                                             | Bucarest                                                               | Romania                                                                | 1 – 1                                                                  | Giappone                                                               | Amichevole                                                             | -                                                                      | 82’                                                                    |
| 16-11-2003                                                             | Ancona                                                                 | Italia                                                                 | 1 – 0                                                                  | Romania                                                                | Amichevole                                                             | -                                                                      | 65’                                                                    |
| 9-2-2005                                                               | Larnaca                                                                | Slovacchia                                                             | 2 – 2                                                                  | Romania                                                                | Amichevole                                                             | -                                                                      | cap.                                                                   |
| 26-3-2005                                                              | Bucarest                                                               | Romania                                                                | 0 – 2                                                                  | Paesi Bassi                                                            | Qual. Mondiali 2006                                                    | -                                                                      |                                                                        |
| 30-3-2005                                                              | Skopje                                                                 | Macedonia                                                              | 1 – 2                                                                  | Romania                                                                | Qual. Mondiali 2006                                                    | -                                                                      |                                                                        |
| 24-5-2005                                                              | Bacău                                                                  | Romania                                                                | 2 – 0                                                                  | Moldavia                                                               | Amichevole                                                             | -                                                                      | 46’                                                                    |
| 4-6-2005                                                               | Rotterdam                                                              | Paesi Bassi                                                            | 2 – 0                                                                  | Romania                                                                | Qual. Mondiali 2006                                                    | -                                                                      |                                                                        |
| 8-6-2005                                                               | Costanza                                                               | Romania                                                                | 3 – 0                                                                  | Armenia                                                                | Qual. Mondiali 2006                                                    | -                                                                      | 83’                                                                    |
| 17-8-2005                                                              | Costanza                                                               | Romania                                                                | 2 – 0                                                                  | Andorra                                                                | Qual. Mondiali 2006                                                    | -                                                                      | 46’                                                                    |
| 3-9-2005                                                               | Costanza                                                               | Romania                                                                | 2 – 0                                                                  | Rep. Ceca                                                              | Qual. Mondiali 2006                                                    | -                                                                      | 71’                                                                    |
| 8-10-2005                                                              | Helsinki                                                               | Finlandia                                                              | 0 – 1                                                                  | Romania                                                                | Qual. Mondiali 2006                                                    | -                                                                      |                                                                        |
| 12-11-2005                                                             | Le Mans                                                                | Romania                                                                | 1 – 2                                                                  | Costa d'Avorio                                                         | Amichevole                                                             | -                                                                      | 69’                                                                    |
| 28-2-2006                                                              | Nicosia                                                                | Romania                                                                | 2 – 0                                                                  | Armenia                                                                | Amichevole                                                             | -                                                                      | 65’                                                                    |
| 1-3-2006                                                               | Larnaca                                                                | Romania                                                                | 2 – 0                                                                  | Slovenia                                                               | Amichevole                                                             | -                                                                      | 74’                                                                    |
| 16-8-2006                                                              | Costanza                                                               | Romania                                                                | 2 – 0                                                                  | Cipro                                                                  | Amichevole                                                             | -                                                                      | 46’                                                                    |
| 22-8-2007                                                              | Bucarest                                                               | Romania                                                                | 2 – 0                                                                  | Turchia                                                                | Amichevole                                                             | -                                                                      | 46’                                                                    |
| 8-9-2007                                                               | Minsk                                                                  | Bielorussia                                                            | 1 – 3                                                                  | Romania                                                                | Qual. Euro 2008                                                        | -                                                                      | 67’                                                                    |
| 12-9-2007                                                              | Colonia                                                                | Germania                                                               | 3 – 1                                                                  | Romania                                                                | Amichevole                                                             | -                                                                      | 62’                                                                    |
| Totale                                                                 |                                                                        | Presenze (1º posto)                                                    | 135                                                                    |                                                                        | Reti                                                                   | 16                                                                     |                                                                        |

## Palmarès

### Club

#### Competizioni nazionali
- Campionato rumeno: 2

Dinamo Bucarest: 1991-1992
Steaua Bucarest: 2004-2005

#### Competizioni internazionali
- Coppa dei Balcani per club: 1

Inter Sibiu: 1990-1991

### Allenatore
- Campionato rumeno: 1

Oţelul Galaţi: 2010-2011
- Supercoppa di Romania: 1

Oţelul Galaţi: 2011
- Liga III: 1

Oţelul Galaţi: 2021-2022 (girone 2)